# Vir illustris
Le titre vir illustris (« homme illustre ») est un titre honorifique réservé aux plus hauts dignitaires de l'Empire romain durant l'Antiquité tardive.
Il fut créé au milieu du IVe siècle afin de distinguer les hauts fonctionnaires les plus élevés dans la hiérarchie des autres membres de l'ordre sénatorial. Les illustres s'imposèrent au Ve siècle comme une aristocratie au-dessus de l'aristocratie, et devinrent les seuls à pouvoir devenir sénateurs à partir du règne de Théodose II.
Le titre se maintint au début de l'Empire byzantin et dans les royaumes barbares et désigna de plus en plus d'aristocrates et de dignitaires impériaux. Il fut progressivement remplacé par d'autres titres honorifiques au cours du VIe siècle.

## Histoire

### Origine
Durant le Haut-Empire, les sénateurs romains prennent l'usage de porter le qualificatif honorifique de vir clarissimus. Ce titre devient héréditaire à partir du IIe siècle et désigne une nouvelle noblesse, le clarissimat.
Le titre de vir illustris est probablement créé vers le milieu du IVe siècle afin de distinguer les membres les plus éminents de la classe sénatoriale. Ce titre, sans doute inspiré de celui de vir eminentissimimus (décerné aux premiers fonctionnaires de l'ordre équestre au temps des Antonins et des Sévères), n'était pas tout à fait nouveau et désignait depuis longtemps de hauts personnages dans le langage courant - que ce soit par courtoisie ou par intention laudative,.
L'usage du titre vir illustris apparaît pour la première fois en 354 sous le règne de Constance II pour distinguer les deux plus hauts magistrats civils de l'Empire, le préfet du prétoire et le préfet de la Ville. Valentinien Ier accorde ce titre aux maîtres de la milice vers 372. Les quatre comtes du consistoire, le questeur du palais sacré, le maître des offices, le comte des largesses sacrées et le comte de affaires privées, reçoivent à leur tour le titre d'illustres sous le règne de Théodose Ier.

### Privilèges
Au cours du Ve siècle, les illustres reçoivent des privilèges fiscaux, l'exemption de toute prestation en nature comme la fourniture de soldats ou de chevaux et la mise en place d'une juridiction spéciale. Au milieu du siècle, l'empereur Théodose II décide que seuls les illustres pourront fournir des sénateurs aux sénats de l'empire. Le titre d'illustre devient ainsi un synonyme de sénateur. Amputé des deux autres classes de la noblesse, le clarissimes et les spectabiles, le Sénat se transforme en une assemblée de hauts fonctionnaires en activité ou en retraite.
Le titre de vir illustris se maintient dans l'Empire byzantin et reste réservé à ces seuls titulaires jusqu'au règne d'Anastase Ier. Certaines fonctions jusqu'ici gratifiée du titre de vir spectabilis, comme primicerius notarorium en bénéficient sous Justinien Ier, témoignant de l'élévation progressive de certaines fonctions dans la hiérarchie impériale.

### Évolutions ultérieures
Afin de distinguer les dignitaires les plus élevés dans la hiérarchie au sein de l'ordre des illustres, le titre de magnificentissimi et celui plus élevé encore de gloriosissimus s'imposent sous Justinien pour désigner deux catégories de hauts fonctionnaires impériaux. Le titre existait encore encore sous Phokas et sous Héraclius. Il fut peut-être remplacé par le protospathariat après le VIIIe siècle - époque à partir de laquelle les sources historiques byzantines ne mentionnent plus le tire d'illustre.
Le titre subsiste dans les royaumes barbares. De plus en plus prodigué, il est également remplacé au IVe siècle par celui de gloriosissimus. Le titre d'illustre fut porté par Pépin le Bref avant son accession au trône, qui le conserva après son couronnement. Il est parfois orthographié vir inlustris dans les documents officiels de l'époque mérovingienne.

## Titulaires
Au début du Ve siècle, le titre d'illustre est réservé à 8 hauts dignitaires impériaux selon la Notitia dignitatum :
- Le préfet du prétoire
- Le préfet de la Ville
- Le maître de la milice
- Le préposite de la chambre sacrée
- Le questeur du palais sacré
- Le comte des largesses sacrées
- Le comte du domaine privé
- Le comte des domestiques